# 伊丽莎白·伍德维尔
伊麗莎白·伍德維爾（英語： 1437年—1492年6月8日），英格蘭愛德華四世的王后，自1464年到1483年丈夫去世為止。
孩提時期，家境屬中階英格蘭貴族。第一段婚姻，嫁給蘭開斯特王朝的次要擁護者之一，格魯比的約翰·格雷爵士，格雷爵士不幸死於第二次聖奧爾本斯戰役，讓伊麗莎白成為帶著兩個兒子的寡婦。
憑藉美貌，繼而與愛德華四世結為連理，引起軒然大波。即使缺少顯赫的家世與英國人身份，伊麗莎白仍然當上王后，意味著平民在玫瑰戰爭時期正逐漸興起。愛德華已經是第二個貴族會議加冕的英格蘭國王，而伊麗莎白是第一個被加冕的王后。婚姻提攜了親戚們的地位，卻招来第十六代沃里克伯爵理查德·内维尔的仇視。「造王者」和眾多同盟在這個日趨分裂的王室裡掌握極為重要的命脈。
這段婚姻被視為愛德華與第十六任華威伯爵內維爾不和的臨界點，華威因而意氣用事叛變投奔蘭開斯特。伊莉莎白仍然擁有某種程度的政治影響力，即使她的大兒子愛德華五世王權短命，被後來的理查三世罷黜。她在亨利七世於1485年登基加冕的事件裡，亦扮演重要的角色，這代表玫瑰戰爭的結束。
然而在1485年之後的幾年間，她被迫屈居於亨利的母親瑪格麗特·博福特夫人之下，影響力漸微。甚至被永久驅逐出王宮，黯然遁世。
伍德維爾的小孩包含兩個被囚禁於倫敦塔的王子，以及約克的伊麗莎白。她還是亨利八世的外祖母，以及愛德華六世、英格蘭的瑪麗一世與伊麗莎白一世的外曾祖母，蘇格蘭的瑪麗女王的外高祖母。她是自亨利八世之後所有英格蘭王室的祖先，自詹姆斯五世之後所有蘇格蘭王室的祖先，自詹姆斯六世之後所有大不列顛王室的祖先。

## 早期生活與第一段婚姻
伊麗莎白出生於1437年的北安普敦郡的格拉夫頓雷吉斯，或許是十月。她是這件門戶不對的姻緣下第一個出生的小孩，這婚事有辱英格蘭王族。她的爸爸理查·伍德維爾，第一代里弗斯爵士，在女兒出生時只不過是個騎士，而伍德維爾雖然也算的上古老而令人尊重的家族，終究屬於騎士而不能與貴族並列。一個擁有合法土地與財富的家族，曾孕育出維護和平的治安官、郡長、騎警，卻不是坐看領地的成員。理查的爸爸有一份侍奉王室的好工作，他是蘭開斯特的約翰貝福德公爵的內侍。理查跟隨爸爸的腳步為公爵效力，在那裡他遇見了盧森堡的傑奎塔。盧森堡的彼得聖波爾伯爵與伯的瑪格麗特，她曾於1433年17歲時嫁給貝福德公爵。公爵年長他的第二任妻子傑奎塔很多，並且身體狀況欠佳。他於1435年去世時並沒有留下任何子嗣，僅僅讓傑奎塔成為富有的遺孀。她需要得到國王的許可來結下一次婚，但是我們得知1437年3月時，她與這個遠低於自己階級的伍德維爾祕密結婚了，這丈夫對於一個被尊為國王的嬸嬸的夫人來說並不恰當。這對夫婦被罰了1000英磅，不過當年10月即被赦免。
這對佳偶很快的克服不祥的起始，主要歸功於傑奎塔在王家的聲望。她保住了屬於貝福德伯爵夫人的階級與遺產，剛開始的年奉有7000英磅~8000英磅（之後的削減起因於在法國手上丟了領土，導致英格蘭的王家經濟拮据）。理查被封為軍官階級，證明了他自己是位稱職的軍人。當亨利六世娶了安茹的瑪格麗特時更為錦上添花，她的舅舅正是傑奎塔的姐夫。伍德維爾被選中護送新娘回英格蘭，而雙重王家關係使得這家子受益良多，理查於1448年進昇為里弗斯男爵。他們的小孩因而成長於優沃且不虞匱乏的環境裡。
湯馬士·摩爾宣稱伊麗莎白即是「伊莎貝·格雷」，安茹的瑪格麗特親密的侍女，瑪格麗特是1445年亨利六世的王后。近代的史學家（如 A.R. Myers, 喬治·史密斯以及大衛·Baldwin）對於這位夫人則有其它的候選者，包括伊莎貝拉·格雷夫人曾於1445年陪伴瑪格麗特從法國來到英格蘭。或是伊麗莎白·格雷於1445年曾是一名寡母。
1452年，伊麗莎白·伍德維爾嫁給格魯比的約翰·格雷爵士，死於1461年第二次聖亞班士城之役。他效力於蘭開斯特。諷刺的是愛德華四世正是約克家推舉的王位繼承者。伊麗莎白的第一次婚姻有兩個小孩，湯馬士·格雷，第一代多塞特侯爵與理查·格雷。
伊麗莎白被喚為「大不列顛島上最美麗的女人」，她擁有「如龍般深邃的眼睛」。這樣的評價對於一個中古世紀晚期英格蘭的美女來說或許不太尋常。

## 王后時期

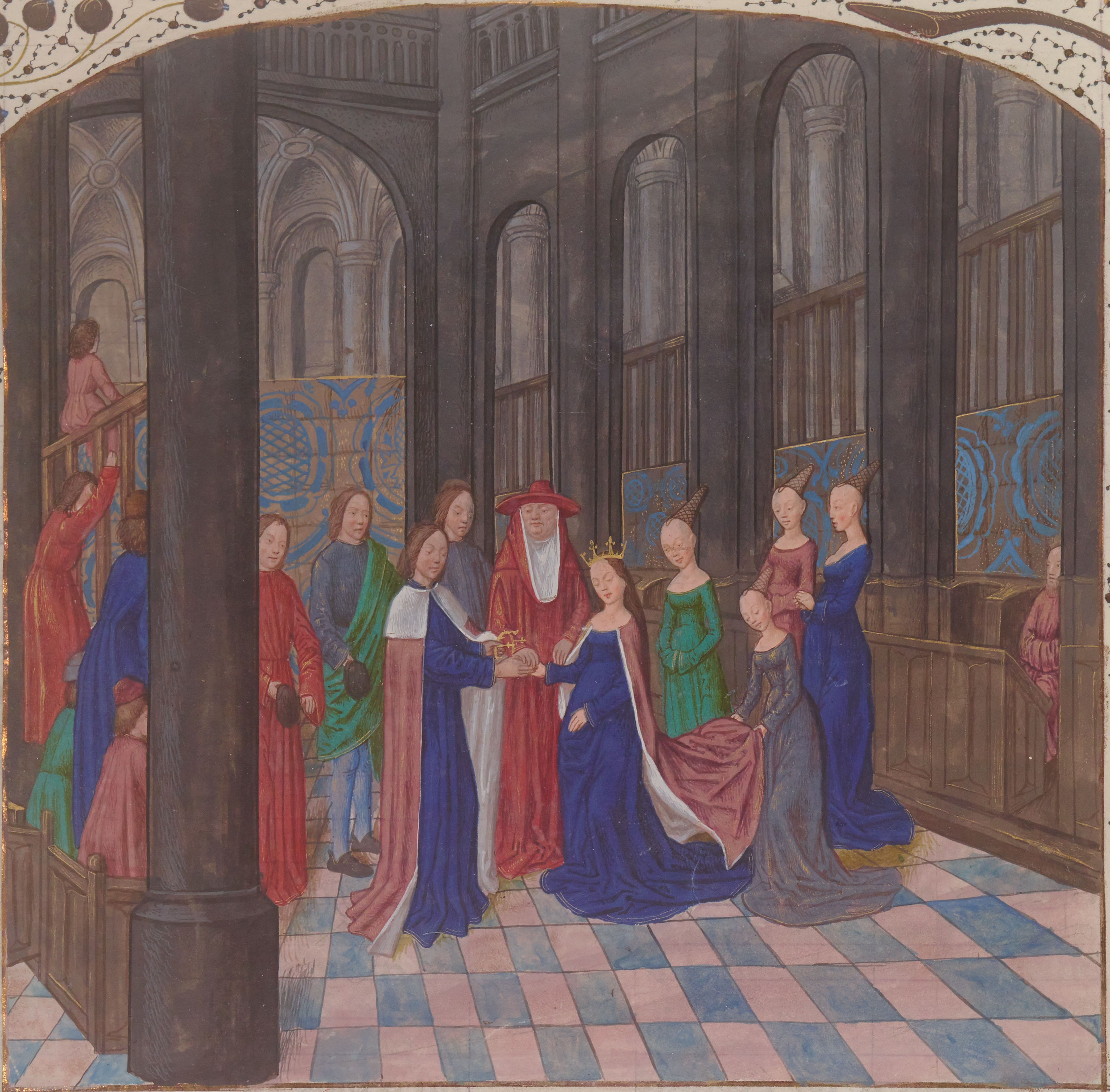
伊麗莎白與愛德華四世的婚禮

伊麗莎白王后的盾徽

愛德華四世有過很多情婦，最有名的為情史豐富的珍·修爾。他與寡婦格雷夫人的婚禮是秘密舉行的，雖然記載下來的日期不是很確實，一般來說是認為發生在1464年5月1日她北安普敦郡的家鄉（在場的僅有新娘的媽媽與另外兩位夫人）。他加冕成為英格蘭國王後，才過了三年便領導約克家族在陶頓戰爭大敗蘭開斯特。伊麗莎白於1465年5月26日耶穌升天節加冕成為王后。
在愛德華統治英格蘭的初期，以他的表哥華威伯爵理查·內維爾為首的一小群支持者是其主要後盾。而當愛德華進行了他那秘密婚禮的同時，華威正在與法國商議聯盟的事，其競爭對手尚有他的仇敵安茹的瑪格麗特，廢王亨利六世的王后。原訂計劃是愛德華必須娶路易十一的小姨子。當他與伊麗莎白結婚的事實公諸於世，她一介草民同時還是支持蘭開斯特的家族，華威感到同時被羞辱且被背叛，自此他與愛德華的關係日益惡化。這對新人實在讓樞密院難以接納，尚·德·瓦夫蘭曾告誡愛德華「他必須明白她不是王后的恰適當後選人」。
當伊麗莎白的親戚開始挑戰華威穩固的的英國政治社會地位，特別是她的弟弟第二代里弗斯伯爵安東尼·伍德維爾。華威卻反間密謀國王的弟弟，克拉倫斯公爵，亦是他的教子。擁護者們指控伊麗莎白的媽媽貝福德伯爵夫人使用巫術，然而幾年後傑奎特被宣告無罪。華威與克拉倫斯叛變兩次後，流亡到法國。華威迫不得以與蘭開斯特王后安茹的瑪格麗特結盟，於1470年擁戴她的丈夫亨利六世復辟。隔年，愛德華四世結束了流亡的日子，並於巴內特戰爭大敗華威，接著蒂克斯伯里戰爭又戰勝蘭開斯特。不久亨利六世即被謀殺。
隨著她的丈夫短暫的失勢，伊麗莎白到西敏寺尋求庇護，她生下了一個小孩名為愛德華（未來的英格蘭愛德華五世）。
她與愛德華四世的結縭生下十個孩子，包括另一個男孩理查約克公爵，後來也淪為塔中王子之一。其中有五個女兒養育成人。
伊麗莎白王后是一名虔誠的基督徒，符合中世紀王后的形象。她的行為包括朝聖求得教皇的赦免，准予跪頌三鐘經，每天三次，並曾支助西敏寺的聖·伊拉斯莫禮拜堂。

## 王太后時期
愛德華四世於1483年的4月突然死亡，可能是肺炎。隨之伊麗莎白當了63天的王太后，而愛德華五世的叔叔理查格洛斯特公爵，正是所謂的護國公。理查害怕伍德維爾握權的野心，迅速地掌控了年幼的國王，並且將王太后的弟弟安東尼與兒子理查·格雷囚禁。小國王被轉移至倫敦塔等待加冕時，伊麗莎白與兒女們再度尋求庇護。海斯廷斯領主是理查起初的支持者，但是後來被指控與伊麗莎白密謀叛變，立即處決。雖然證據無從得知，理查指控伊麗莎白設計謀害他。
理查於1483年6月25日即位，在約克郡的龐特佛雷特城堡，處決了之前提到的伊麗莎白的弟弟與兒子。理查並且啟動"Titulus Regius"法案，宣稱他哥哥與伊麗莎白的婚姻是無效的，小孩並無繼承權。基於愛德華四世早先有與一名愛蓮娜·巴特勒寡婦订婚，這使得其後所有的婚姻皆屬無效。勃艮第編年史裡記載著，巴斯暨韋爾斯主教，羅伯特·斯蒂靈頓，曾主持愛德華與愛蓮娜的訂婚。伊麗莎白並且被控使用巫術，雖然沒有任何證據與更深一層的調查。結果格洛斯特公爵護國公成為了理查三世。已不是國王的小愛德華，與他的弟弟約克的理查仍被留在倫敦塔裡，而1483年後再也沒有人看過他們。
伊丽莎白·伍德维尔自此失去先王遗孀和王太后身份，仍按第一任丈夫的身份被称为格雷夫人。